# Edlinger (gesellschaftliche Schicht)
Die Edlinger zählten zu einer herausgehobenen und privilegierten gesellschaftlichen Schicht in Karantanien und im Gebiet von Innerösterreich, deren Status und deren Herkunft aus Mangel an entsprechenden urkundlichen Nachrichten vor dem 13. Jahrhundert bis dato wenig geklärt sind. Die slowenische Bezeichnung lautet Kosezi.

## Örtliche Ausbreitung
Aus entsprechenden Quellen bis ins 16. Jahrhundert geht hervor, dass es größere Gruppen von Edlinger gab, die in 170 Orten in Kärnten, in 60 Orten in Krain, in der Steiermark und in 10 Orten in Istrien angesiedelt waren. Heute noch sind in Kärnten Orte mit der Bezeichnung Edlingen und in Slowenien mit der Bezeichnung Koseze zu finden. Siedlungen der Edlinger in Kärnten lagen im Klagenfurter Becken, in der Region zwischen Völkermarkt im Osten und Villach im Westen, zwischen der Drau im Süden und St. Veit im Norden sowie im Jauntal und im Lavanttal.
In Krain siedelten die Edlinger vor allem in Oberkrain zwischen Wochein/Bohinj und Neumarktl/Tržič sowie bei Zagor/Zagorje, ferner im Sanntal/Savinjska dolina, an der Gurk/Krka in Unterkrain und Schärfenberg/Svibno. In der Steiermark lagen Siedlungsgebiete am Oberlauf der Mur und in Istrien im Bereich des Flusses Riek/Reka.

## Deutungen des Namens Kosezi
Die deutsche Bezeichnung Edlinger ist erst seit dem 13. Jahrhundert in Quellen belegt. Für die Zeit davor sind hierfür bislang keine urkundlichen Nachrichten bekannt. Deshalb kann vorerst nur die slowenische Bezeichnung Kosezi der Schlüssel für die Deutung des Namens sein. Die Geschichtsschreibung versucht die Herkunft der Bezeichnung Kosezi auf unterschiedliche Weise abzuleiten. Die einen vertreten die Meinung, der Name entstamme der langobardischen Sprache. Andere leiten den Namen aus dem turktatarischen „Quazaq“ ab. Ob es namenskundlich eine Verbindung mit dem Wort „Kosak“ aus den Turksprachen gibt und das ungefähr „freie Krieger“ bedeutet, ist offen. Für andere kommt die aus dem Altthrakischen stammende Bezeichnung „Kossiggas“ dafür in Frage.

## Gesellschaftliche Stellung
Wie der Name ist auch die gesellschaftliche Stellung umstritten. In der Literatur wird zur Diskussion gestellt, dass sich die Edlinger aus „Wehrbauernsiedlungen“ der Spätantike, der langobardischen Zeit entwickelt haben könnten oder aus „innerslawischen Vorgängen“ entstanden sind, wobei es ihnen gelang, der mittelalterlichen Entwicklung zu abhängigen Leuten (Untertanen, Unfreie, Halbfreie) zu entgehen. Aus den Urkunden des 13. Jahrhunderts geht nicht hervor, ob es sich um eine Art niederen Adel handelt. Die Edlinger waren freie Bauern auf eigener Scholle und sie lebten auch als solche. Daneben mussten sie aber auch andere Aufgaben – vor allem militärischer Art – wahrnehmen. Sie dienten ihren karantanischen (slowenischen) Fürsten und hatten somit einen anderen Rechtsstatus als die Bauern. Sie hatten größere Freiheiten als jene und sie unterlagen anderen Gesetzen mit eigener Gerichtsbarkeit und eigenen Richtern. Auch unter der fränkischen Herrschaft und später bis ins 16. Jahrhundert gelang es ihnen, das Recht zu behalten, Waffen zu tragen.
Eine ähnliche Rechtsstellung wird mit dem Namen Freibauer bezeichnet.

## Aufgaben
Angenommen wird, dass die Edlinger zum engeren militärischen Gefolge des Fürsten gehörten. Als weitere militärische Aufgaben fielen ihnen die Bewachung wichtiger Pässe und wichtiger Objekte sowie die Instandhaltung von Brücken und befestigter Anlagen zu. Sie wurden auch als Melder und Überbringer von wichtigen Nachrichten eingesetzt. Strittig ist, ob die Edlinger eine entscheidende Funktion bei der Wahl auf des Fürsten hatten. Dass der „Herzogbauer“, der eine wichtige Rolle bei der Einsetzung der Herzöge in Kärnten spielte, einer der Edlinger war, ist publiziert.

## Rechtshistorische Systematik

Steuerkarte Herzogthum Kärnten 1829 (Detail Mittelkärnten/Maria Saal)

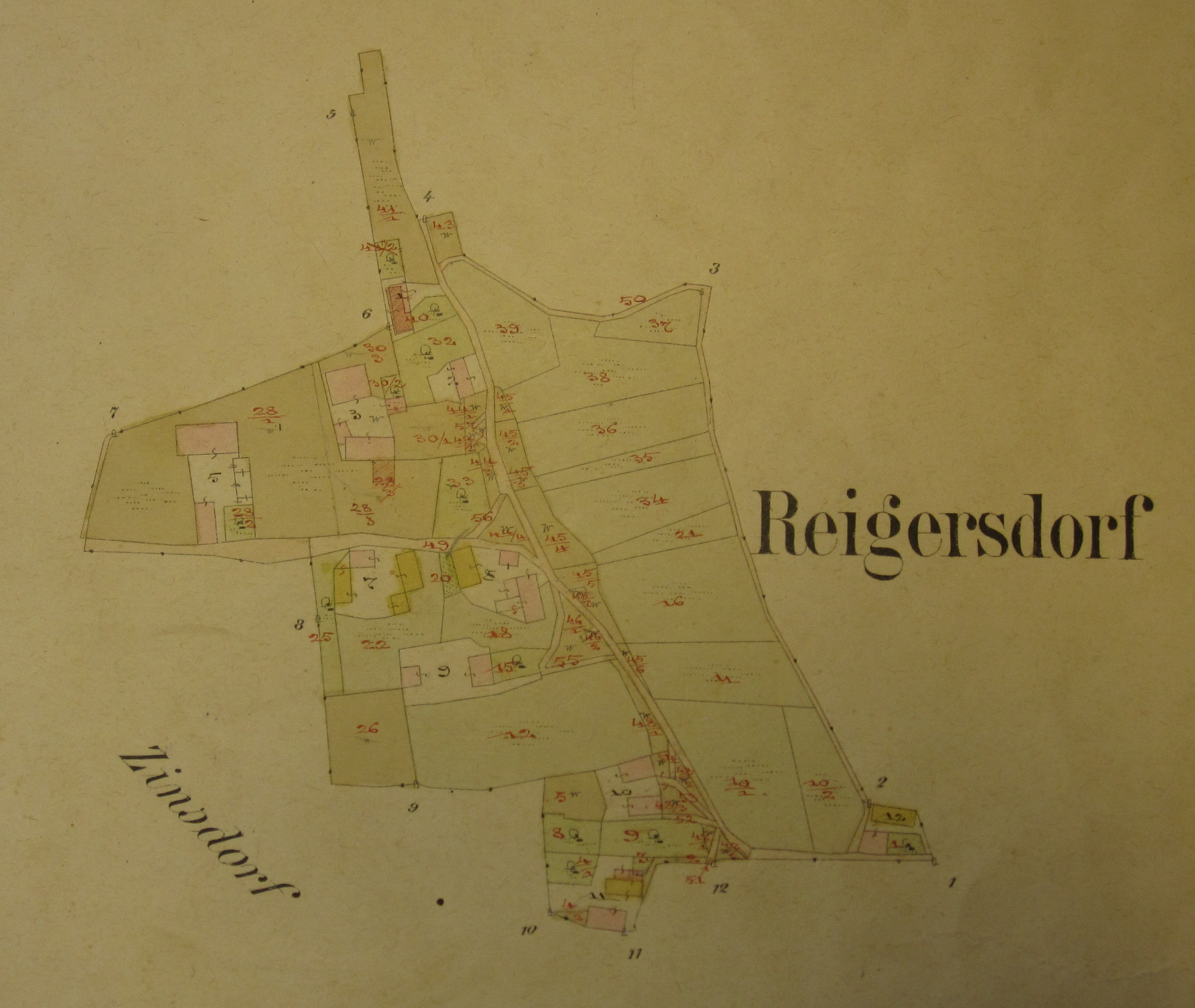
Katasterkarte Reigersdorf (Gemeinde Magdalensberg), Gemeindearchiv Magdalensberg (Kärnten)

Neuere, erstmals 1995 veröffentlichte Archiv- und Feldforschungen in der geografisch zentral gelegenen Kärntner Gemeinde Magdalensberg durch den einstigen Direktor des Kärntner Landesarchivs Wilhelm Wadl, brachten neue materiell-rechtliche Hinweise auf die gesellschaftliche Stellung der lokalen Edlinger hervor und den Wandel derselben. Diese Forschungsergebnisse sind deshalb besonders relevant, weil sie sich auf den geografischen und politischen Zentralraum des Landes durch seine Geschichte beziehen. Ihnen zufolge seien etwa 200–220 der „frühneuzeitlichen Huben im Gemeindegebiet [von Magdalensberg, Anm.] aus frühmittelalterlichen Edlingerhöfen entstanden“. Zudem dürften „[n]ahezu geschlossene Edlingersiedlungen […] Gottesbichl, Portendorf, Gundersdorf, Reigersdorf, Zinsdorf, Hollern, St. Lorenzen, Schöpfendorf, Sillebrücke und Wutschein gewesen sein.“ Diese Sonderstellung lasse sich in archivarisch nachgewiesenen Sonderrechten nachvollziehen, die für die Zeit ihrer Erfassung in einem „normalen“ feudalen Kontext durchaus ungewöhnlich erscheinen. Dazu zählen etwa spezielle Edlingerdienste, Gurnikämter und das Brennamt oder das 1602 endgültig als obsolet erklärte Recht auf Brandschatzung der Portendorfer anlässlich der Herzogseinsetzung.  Das Recht einer eigenen niederen Gerichtsbarkeit spiegle sich in den zahlreichen, bis heute bestehenden ungewöhnlich kleinen Katastralgemeinden. Schließlich reihen sich dazu die Forschungsergebnisse zum Edlinger-Gemeinschaftswald am Christofberg in der Gemeinde. Diese Forschungsergebnisse wiederum sind die Grundlage für deren rechtshistorische Kontextualisierung und Einordnung in die für das Frühmittelalter durchaus gängige Systematik des Personalitätsprinzips bzw. dualer oder sozialer und nicht territorialer Rechtsordnungsprinzipien (wie die Standesrechte, das Kirchenrecht usw.).